# O trierarchicznym wieńcu
O trierarchicznym wieńcu stgr. περὶ τοῦ Στεφάνου τῆς Τριηραρκίας – mowa sądowa wchodząca w skład Corpus Demosthenicum (pod numerem 51), dotyczyła nagrody za wystawienie najlepszej triery.
Mówcą w mowie jest trierarcha nagrodzony za najszybsze dostarczenie triery. Oczekuje on kolejną nagrodę, tym razem za najlepiej wykonaną trierę. Rozsądzenie między nim a jego konkurentem ma miejsce przed Radą Pięciuset.
Mowa mogła zostać wygłoszona najwcześniej w 362 roku p.n.e. ze względu na wspomnianą w 9. rozdziale bitwę stoczoną z Aleksandrem z Feraj. Prawdopodobną datą ante quem jest rok 357 p.n.e., kiedy weszło w życie nowe prawo o symmorii, nie wspomniane w tekście.
Mowa znajduje się na 51. pozycji w Corpus Demosthenicum. Według relacji Libaniosa miała ona zostać napisana przez Apollodora, co stwierdza na podstawie informacji z mowy Przeciw Polyklesowi. Przeciw temu przemawia klarowność i wysoka jakość napisanej oracji. Prawdopodobnie autorem mowy, jak i samym trierarchą ją wygłaszającym był Demostenes – liturgię tę pełnił w 359 roku p.n.e. Za jego autorstwem, oprócz datowania, przemawia także podobieństwo do mowy Przeciw Aristokratesowi napisanej przez polityka.